# Short Brothers
Short Brothers plc, también conocida como Shorts, es un fabricante aeronáutico del Reino Unido con sede en Belfast, Irlanda del Norte.

## Aeronaves

### 1900–1909
- Short Biplane No. 1
- Short Biplane No. 2 (1909)
- Short Biplane No. 3

### 1910–1919
- Dunne D.5 (1910)
- Dunne D.6 (1911)
- Short Pusher Biplane (1910)
- Short S.27 (1910)
- Short Tandem-Twin (1911)[1]
- Short S.34
- Short S.36 (1912)
- Short S.38 (1911)
- Short S.38 Trainer (1915)
- Short S.39 Triple-Twin (1911)[1]
- Short S.41 (1912)
- Short S.42 monoplane
- Short S.45 (1912)
- Short S.46
- Short S.47 Triple-Tractor (1912)[1]
- Short S.54
- Short S.57 (1912)
- Short S.60 (1913)
- Short Folder (1913 ff.)
- Short Type 3
- Short Type 42
- Short Type 74
- Short Type 81 (1913)
- Short Type 135 (1914)
- Short Type 136 (1914)
- Short Type 166 (1914)
- Short Type 184 (1915)
- Short Bomber (1915)
- Short Type 827 (1914)
- Short Type 830 (1914)
- Short 310 (1916)
- Short Type 320 (1916)
- Short F3 Felixstowe (1917)
- Short F5 Felixstowe (1918)
- Short N.1B Shirl (1918)
- Short N.2B (1917)
- Short Sporting Type (1919)

### 1920–1929
- Short Silver Streak (1920)
- Short N.3 Cromarty (1921)
- Gnosspelius Gull (1923)
- Short S.1 Cockle (1924)
- Short S.3 Springbok (1923)
- Short S.3a Springbok (1925)
- Short S.3b Chamois (1927)
- Short S.4 Satellite (1924)
- Short S.5 Singapore I (1925)
- Short S.6 Sturgeon (1927) (Biplane)
- Short S.7 Mussel (1926)
- Short S.8 Calcutta (1928)
- Short S.10 Gurnard (1929)
- Short Crusader (1927)

### 1930–1939
- Short R.31 Airship
- Short S.8/8 Rangoon (1930)
- Short S.11 Valetta (1930)
- Short S.12 Singapore II (1930)
- Short S.17 Kent (1931)
- Short S.14 Sarafand (1932)
- Short-Kawanishi S.15 KF1
- Short S.16 Scion/Scion II (1933)
- Short S.18 Knuckleduster (1933)
- Short L.17 Scylla (1934)
- Short S.19 Singapore III (1934)
- Short S.20 Mercury (1937 Short Mayo Composite)
- Short S.21 Maia (1937 Short Mayo Composite)
- Short S.22 Scion Senior (1935)
- Short S.23 Empire Flying Boat (1936)
- Short S.25 Sunderland (1937)
- Short S.25 Sandringham
- Short S.26 G-Class (1939)
- Short S.30 Empire Flying Boat (1938)
- Short S.31 (Half-scale Stirling) (1938)
- Short S.32
- Short S.29 Stirling (1939)

### 1940–1949
- Short S.33 Empire Flying Boat (1940)
- Short S.35 Shetland 1 (1944)
- Short S.45 Seaford (1944)
- Short S.45 Solent (1946)
- Short S.38 SA1 Sturgeon (1946)
- Short S.39 SA2 Sturgeon
- Short S.1312 Nimbus (1947)
- Short S.40 Shetland 2 (1947)
- Short SB3 Sturgeon
- Short SA6 Sealand (1948)

### 1950–1959
- Short S.42 SA4 Sperrin (1951)
- Short S.43 SA5 (proyecto)
- Short S.48 SA9 (proyecto)
- Short SB1 (1951)
- Short SB5 (1952)
- Short SB.4 Sherpa (1953)
- Short SB6 Seamew (1953)
- Short SB7 Sealand III
- Short SC1 (1957)

### 1960–Presente/Actualidad

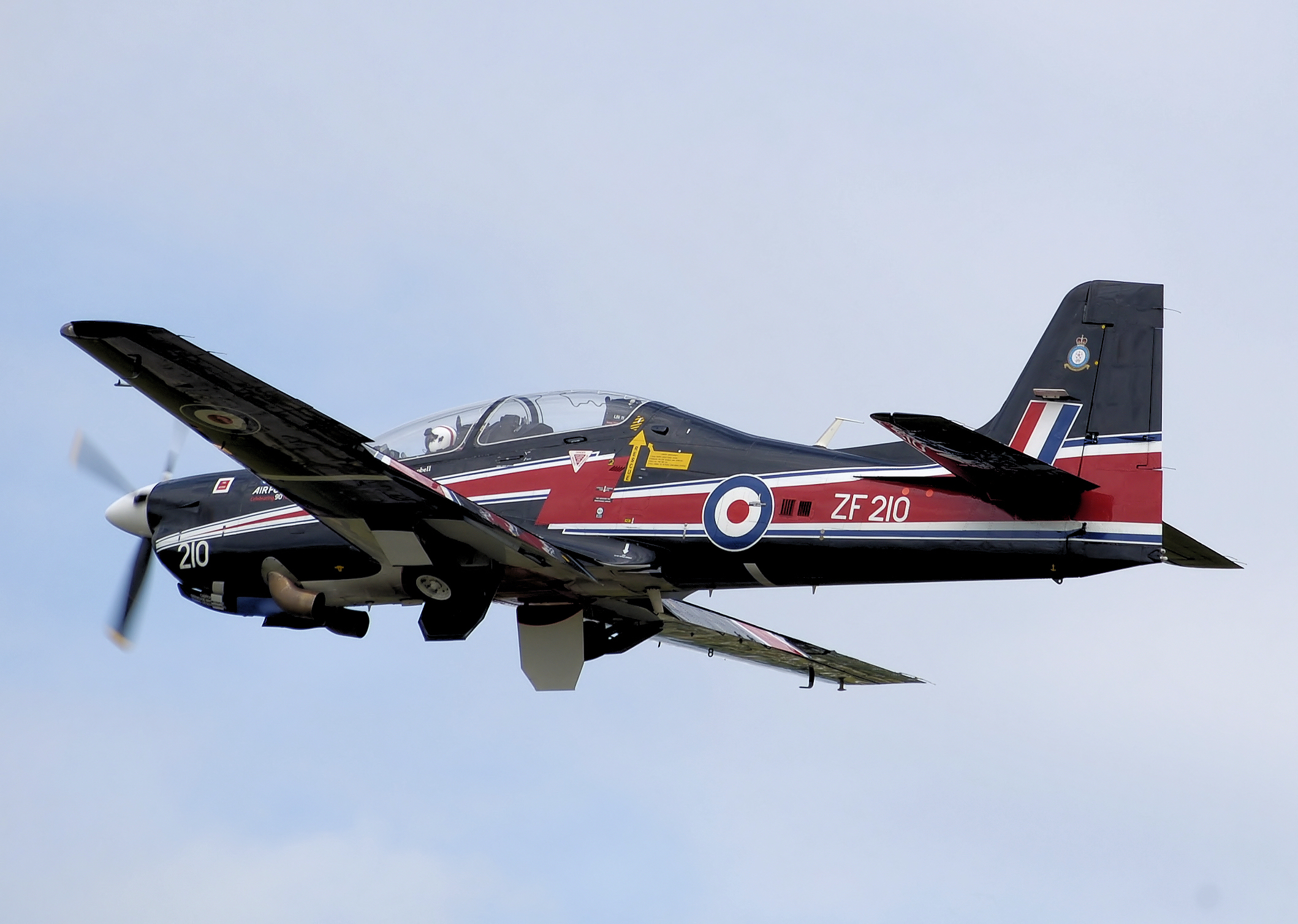
Short 312 Tucano de la Royal Air Force.

- Short SC9 Canberra (1961)
- Short SC7 Skyvan (1963)
- Short SC5 Belfast (1964)
- Shorts 330 (1974)
- Shorts 360 (1981)
- Shorts C-23 Sherpa (1985)
- Short 312 Tucano (1986)